# Ortsjugendbeauftragter (THW)

Dienststellungskennzeichen des Ortsjugendbeauftragten

Ortsjugendbeauftragter (THW-interne Abkürzung: OJB) ist ein ehrenamtlicher Funktionsträger in den Ortsverbänden der Bundesanstalt Technisches Hilfswerk. Er ist Teil des Führungsstabs des Ortsverbands (OV-Stab).

## Aufgaben
Ortsjugendbeauftragte sind für die Nachwuchsförderung, fachtechnische Ausbildung und Betreuung der Junghelferinnen und Junghelfer des Ortsverbandes zuständig. Sie vertreten die Belange der Jugendarbeit ihres Ortsverbandes und sollen, gemeinschaftlich mit dem THW-Jugend e.V., Ferienfreizeitmaßnahmen und ggf. internationale Jugendbegegnungen organisieren und durchführen. Die Ortsjugendbeauftragten üben die Personensorge über die minderjährigen Mitglieder der Jugendgruppe aus und stellen die materielle Ausstattung der Jugendgruppe sicher.
Die Jugendgruppe ist ein verpflichtender Bestandteil jedes THW-Ortsverbandes. Ihr gehören die Junghelferinnen und Junghelfer an. Die Ortsjugendbeauftragten sind verantwortlich für die Jugendgruppe und Vorgesetzte der Junghelferinnen und Junghelfer.
Bei Einsätzen können Ortsjugendbeauftragte eine Stabsfunktion im Leitungs- und Koordinierungsstab des Ortsverbandes übernehmen.

## Berufung
Die Berufung der Ortsjugendbeauftragten erfolgt nach Vorschlag des Ortsbeauftragten durch die Leitung der zuständigen Regionalstelle. Ein Mindestalter von 18 Jahren und die Vorlage eines erweiterten Führungszeugnisses sind Voraussetzung für die Berufung. Die Berufung erfolgt zunächst vorläufig; zur endgültigen Berufung müssen innerhalb von fünf Jahren Lehrgänge an einem der THW-Ausbildungszentren absolviert werden. Inhaber einer Jugendleitercard (JuLeiCa) können einen verkürzten Lehrgang durchlaufen.